# Огура, Эммануэль
Эммануэль Огура (англ. Emmanuel Ogura; род. 13 мая 2002) — ганский футболист, вратарь клуба «Раннерс».

## Клубная карьера
Огура начал профессиональную карьеру в ганской футбольной академии «Право на мечту». В начале 2022 году Эммануэль подписал свой первый профессиональный контракт с датским клубом «Норшелланн». 26 сентября в матче против «Копенгагена» он дебютировал в датской Суперлиге. 